# Andrzej Głownia
Andrzej Głownia (Gdansk, Polonia; 9 de noviembre de 1951 – 22 de septiembre de 2024) fue un futbolista polaco que jugó en la posición de delantero.

## Equipos
| Periodo   | Club                |
| --------- | ------------------- |
| 1969-1970 | Lechia Gdańsk       |
| 1970–1972 | Flota Gdynia        |
| 1972–1980 | Lechia Gdańsk       |
| 1980–1981 | Arka Gdynia         |
| 1981–1983 | SC Vistula Garfield |

## Tras el retiro
Luego de retirarse como futbolista se convirtió en agente de noticias.